# Christine Swane (film)
Christine Swane er en film instrueret af Søren Melson.

## Handling
En film om maleren Christine Swane og hendes kunst. Den viser kunstneren i arbejde i sit hjem i Birkerød, hvor alt er præget af hendes kunstopfattelse, og hvordan hun i sine billeder og i sit kunsthåndværk lader sig inspirere af de daglige omgivelser. Arbejdet med den store væg til Damsøbadet på Frederiksberg følges fra det første udkast til færdiggørelsen.